# Most Pocztowy
Most Pocztowy (ros. Почтамтский мост) – kładka dla pieszych przecinająca rzekę Mojkę w Petersburgu. Znajduje się w pobliżu budynku Poczty Głównej, od której zaczerpnęła swoją nazwę. Zbudowano ją w latach 1823–1824 według projektu Wilhelma von Traitteura jako podwieszony most dla pieszych. Po obu stronach mostu znajdują się zwieńczenia przyczółków w postaci zdobionych pozłacanymi kulami z brązu ponad dwumetrowych pylonów, które zakotwiczono w gruncie, by mogły przenosić ciężar mostu i przyjmowane przez niego obciążenia.
Z czasem konstrukcja mostu stała się niestabilna, co doprowadziło do jego przebudowy w 1936 roku polegającej na ustawieniu dodatkowego wsparcia pod przęsłem mostu. Stalowe łańcuchy podtrzymujące stały się wówczas jedynie dekoracją. W latach 1981–1983 przywrócono mu pierwotny wygląd demontując podparcie przęsła mostu. W zimie 2002 r. pękło jedno ogniwo łańcucha mostu, prawdopodobnie w wyniku przejazdu przez niego samochodu osobowego (most ma szerokość 2,2 m). Budowla została zabezpieczona przez dwa stalowe wsparcia do czasu wykonania kolejnego remontu na jesieni 2003 r., podczas którego łańcuchy zostały wymienione na nowe i grubsze.